# Bize (Hautes-Pyrénées)
Bize (okzitanisch: Bisa) ist eine französische Gemeinde mit 208 Einwohnern (Stand: 1. Januar 2022) im Département Hautes-Pyrénées in der Region Okzitanien; sie gehört zum Arrondissement Bagnères-de-Bigorre und zum Kanton La Vallée de la Barousse. Die Einwohner werden Bizois/Bizoises genannt.

## Geografie
Bize liegt zwölf Kilometer südöstlich der Stadt Lannemezan im Osten des Départements Hautes-Pyrénées. Die Gemeinde besteht aus mehreren Weilern sowie zahlreichen Streusiedlungen. Das Flüsschen Nistos bildet streckenweise die östliche Gemeindegrenze. Weite Flächen sind bewaldet. Höchster Punkt ist der Pic de Picharot im Südwesten der Gemeinde. Die Gemeinde liegt an der Straße D 75, wenige Kilometer südlich der Autoroute A64.
Umgeben wird Bize von den Nachbargemeinden Hautaget und Nestier im Norden, Montégut im Osten, Seich im Südosten, Nistos im Süden, Hèches im Südwesten, Gazave im Westen sowie Montsérié im Nordwesten.

## Geschichte
Als Bares de Visa tauchte Bize erstmals indirekt um die Mitte des 13. Jahrhunderts in Urkunden aus Bonnefont auf. Im Mittelalter lag der Ort in der Region Comminges, die ein Teil der Provinz Gascogne war. Die Gemeinde gehörte von 1793 bis 1801 zum District La Barthe. Zudem lag Bize von 1793 bis 2015 im Kanton Saint-Laurent-de-Neste. Die Gemeinde ist seit 1801 dem Arrondissement Bagnères-de-Bigorre zugeteilt. Im Jahr 1844 spaltete sich ein Teil der Gemeinde ab. Daraus entstand die heutige Gemeinde Nistos.

## Bevölkerungsentwicklung
| Jahr                       | 1962 | 1968 | 1975 | 1982 | 1990 | 1999 | 2006 | 2014 | 2020 |
| Einwohner                  | 297  | 285  | 256  | 223  | 210  | 206  | 195  | 215  | 210  |
| Quellen: Cassini und INSEE |      |      |      |      |      |      |      |      |      |

## Sehenswürdigkeiten
- Kirche Mariä Himmelfahrt (Église de l’Assomption)
- zwei Lavoirs (ehemalige Waschhäuser)
- Brunnen Fontaine de Goutau
- Denkmal für die Gefallenen[1]
- zahlreiche Wegkreuze

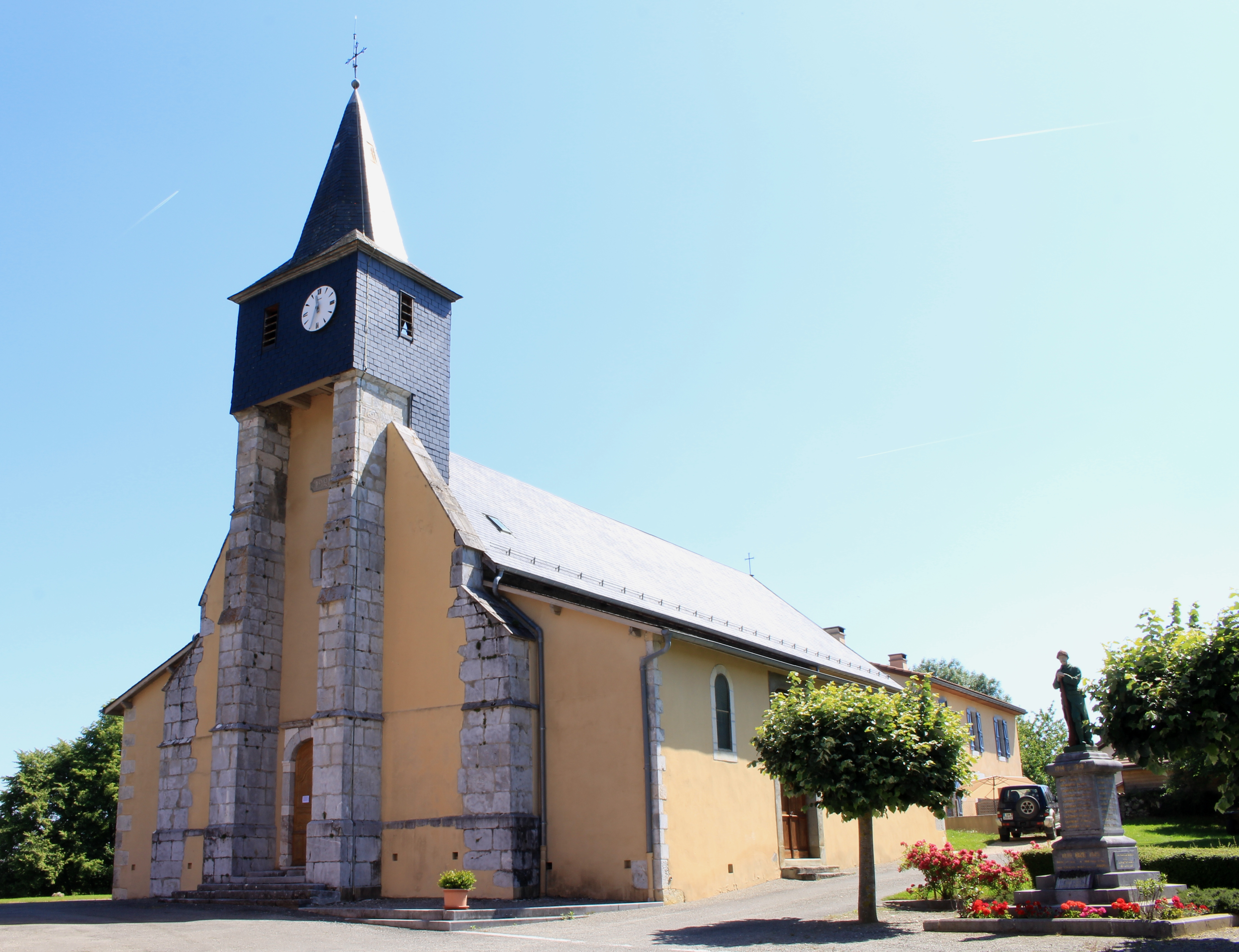
Kirche Mariä Himmelfahrt
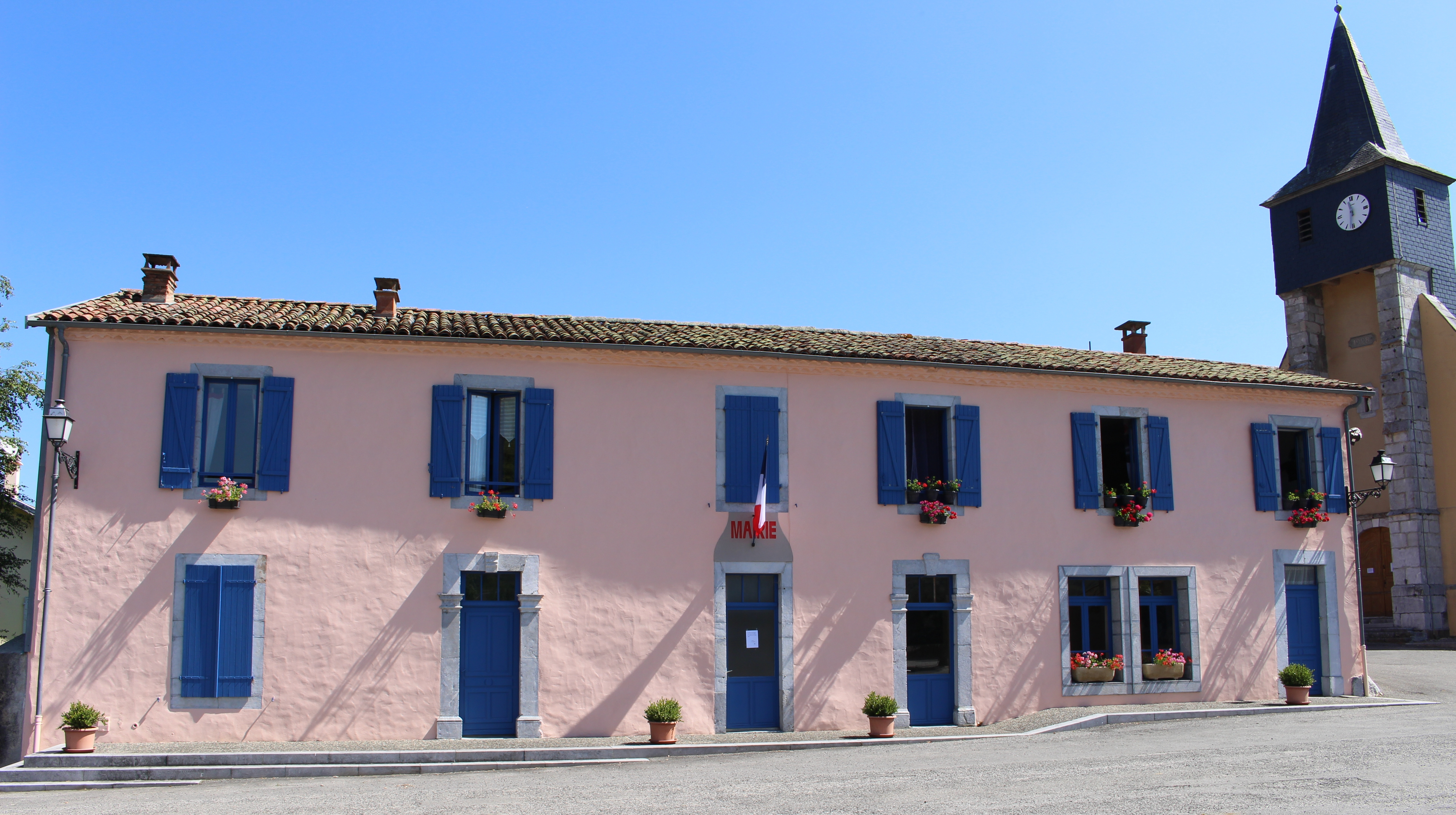
Mairie (Rathaus) von Bize
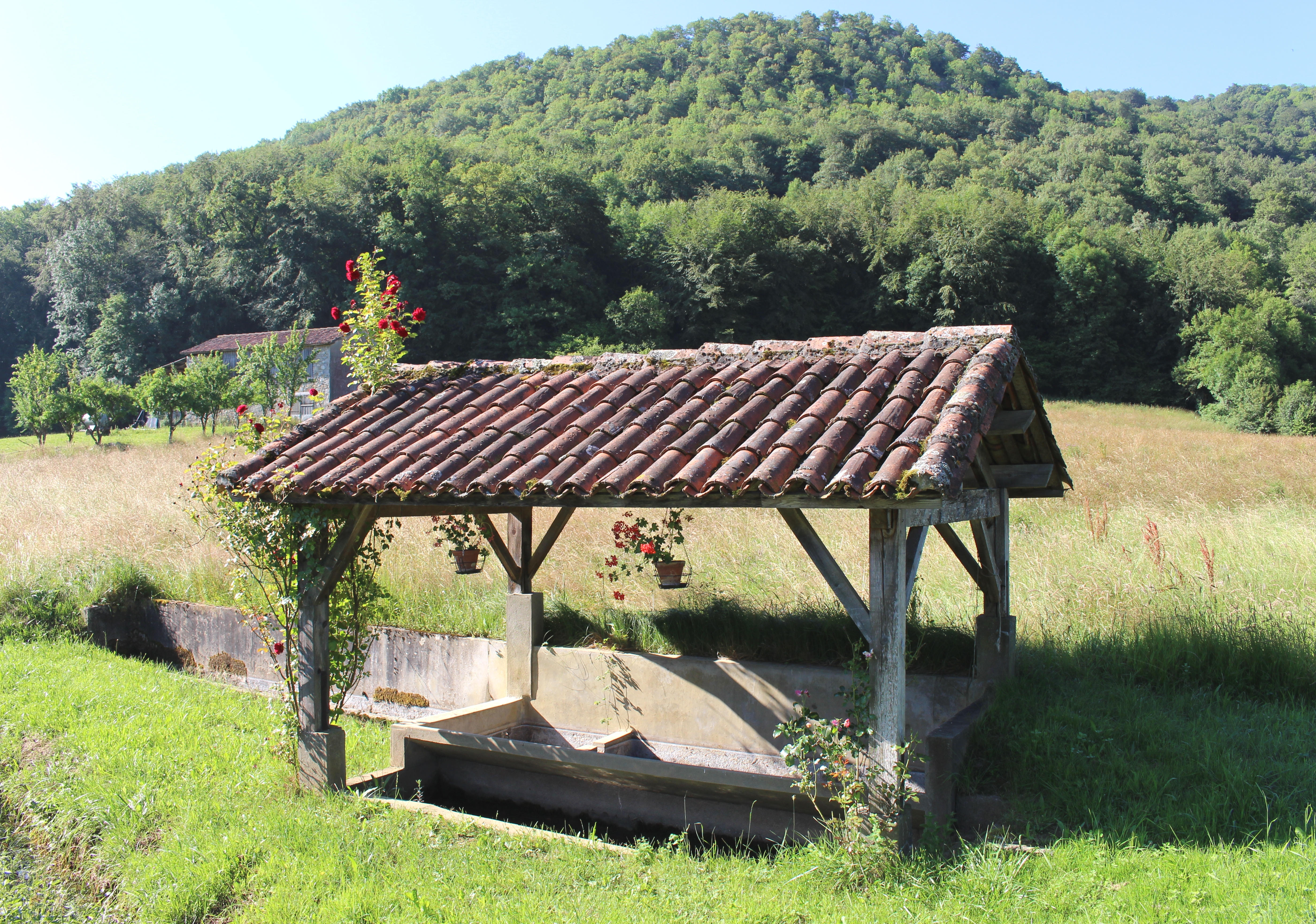
Lavoir von Bize
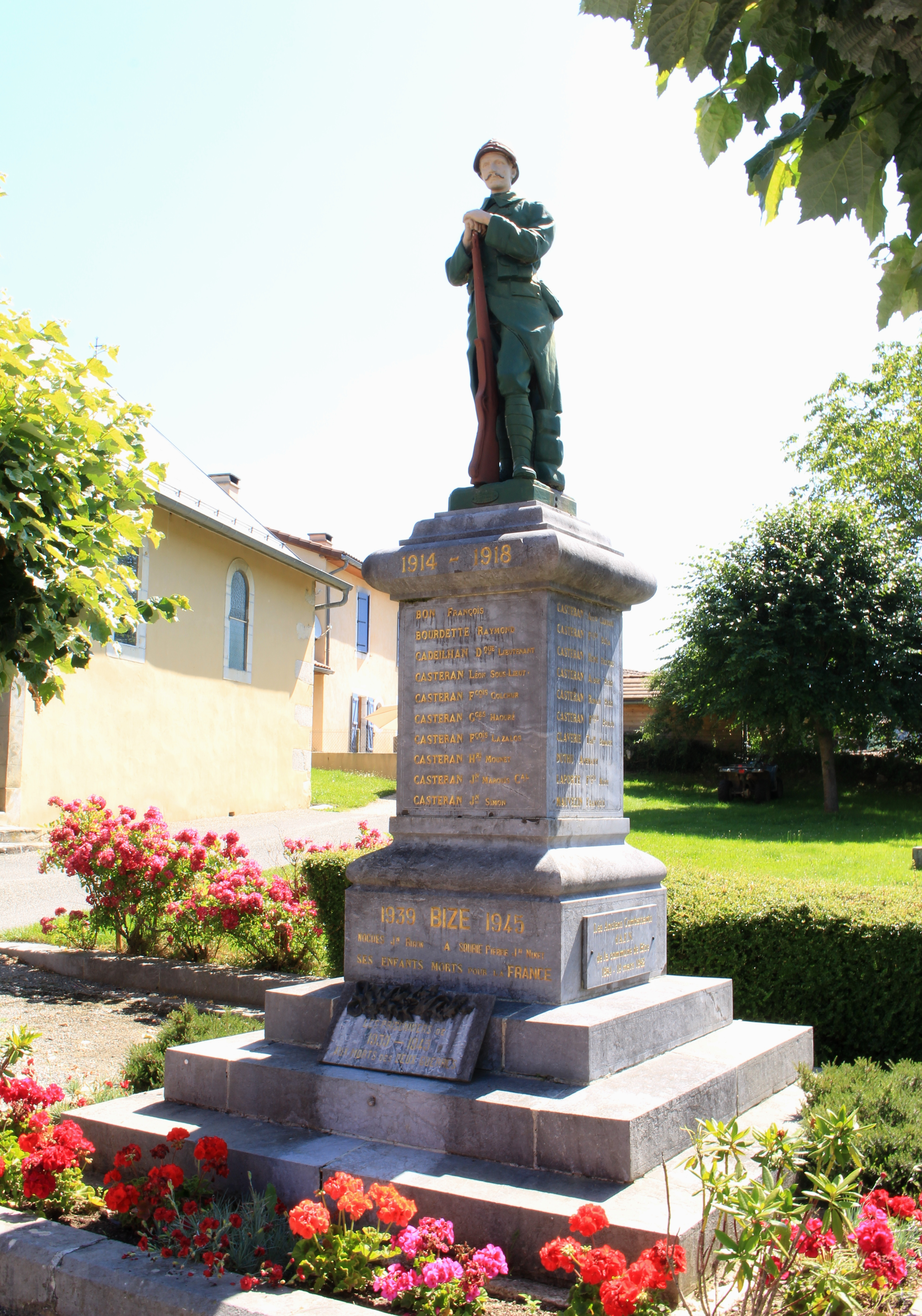
Denkmal für die Gefallenen